# Getal van Bingham
Het getal van Bingham ({\displaystyle Bm}) is een dimensieloos getal dat de verhouding tussen kracht ten gevolge van schuifspanning en viskeuze kracht.
{\displaystyle Bm={g_{c}\tau _{y}L \over \eta v}}
Daarin is:
{\displaystyle g_{c}} de dimensieconstante [-]
{\displaystyle \tau _{y}} de Schuifspanning [Pa]
{\displaystyle L} de karakteristieke lengte [m]
{\displaystyle v} de Snelheid [m s−1]
{\displaystyle \eta }  de dynamische viscositeit [kg m−1 s−1]
Het getal is genoemd naar Eugene Bingham.